# Lucenay-le-Duc
Lucenay-le-Duc ist eine französische Gemeinde mit 197 Einwohnern (Stand 1. Januar 2022) im Département Côte-d’Or in der Region Bourgogne-Franche-Comté. Sie gehört zum Kanton Montbard und zum gleichnamigen Arrondissement Montbard.
Nachbargemeinden sind Touillon im Nordwesten, Fontaines-en-Duesmois im Nordosten, Chaume-lès-Baigneux und Étormay im Osten, Bussy-le-Grand im Süden, Éringes im Südwesten und Fresnes im Westen. 

## Bevölkerungsentwicklung
| Jahr                       | 1962 | 1968 | 1975 | 1982 | 1990 | 1999 | 2008 | 2015 |
| -------------------------- | ---- | ---- | ---- | ---- | ---- | ---- | ---- | ---- |
| Einwohner                  | 247  | 242  | 208  | 200  | 209  | 206  | 209  | 193  |
| Quellen: Cassini und INSEE |      |      |      |      |      |      |      |      |